# 庞村街道
庞村街道，是中华人民共和国河北省邯郸市复兴区下辖的一个乡镇级行政单位。

## 行政区划
庞村街道下辖以下地区：
庞村社区、制氧机社区、化肥厂社区和邯钢路社区。